# Chlorophorus aritai
Chlorophorus aritai är en skalbaggsart som först beskrevs av Nobuo Ohbayashi 1964.  Chlorophorus aritai ingår i släktet Chlorophorus och familjen långhorningar. Inga underarter finns listade i Catalogue of Life.